# التحضير لكأس العالم 2014

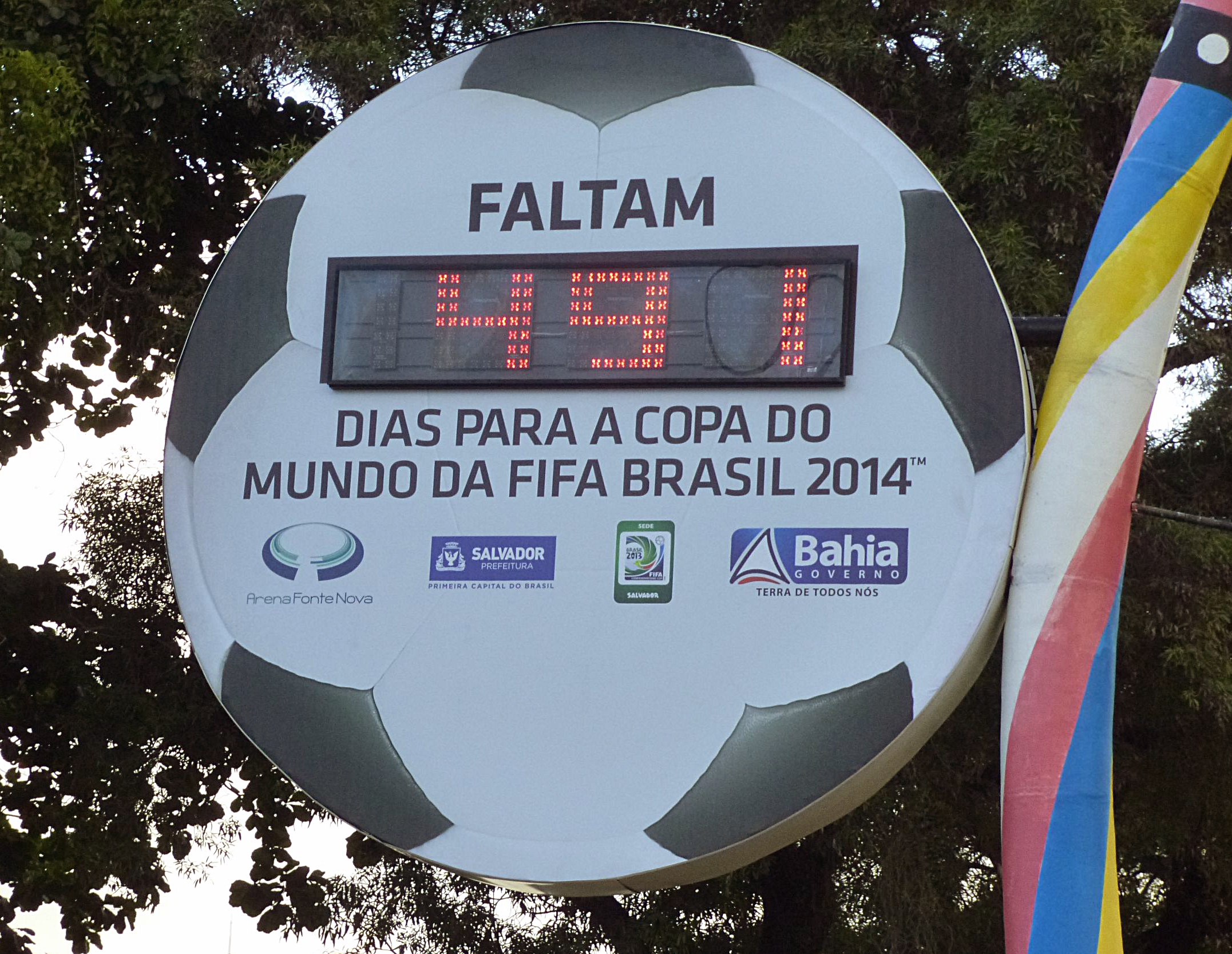
العد التنازلي قبل كأس العالم

تكاليف بطولة كأس العالم لكرة القدم 2014  في البرازيل تقدر أن تكون الأعلى في تاريخ كأس العالم لكرة القدم.
توقعات الفترة التي تسبق البطولة لوضع التكلفة على الحكومة البرازيلية بمبلغ 14 مليار دولار. هذه النفقات إلى حد كبير على أعمال الملاعب ومشاريع البنية التحتية. البرازيل قد أضافت على العديد من مشاريع البناء لتسهيل استضافة كأس العالم لكرة القدم 2014  الهيئة المنظمة لشؤون كرة القدم، FIFA ، سوف تنفق أيضا ما يقدر بنحو ملياري دولار على تنظيم نهائي البطولة.

## استثمار الدولة المضيفة

### الملاعب

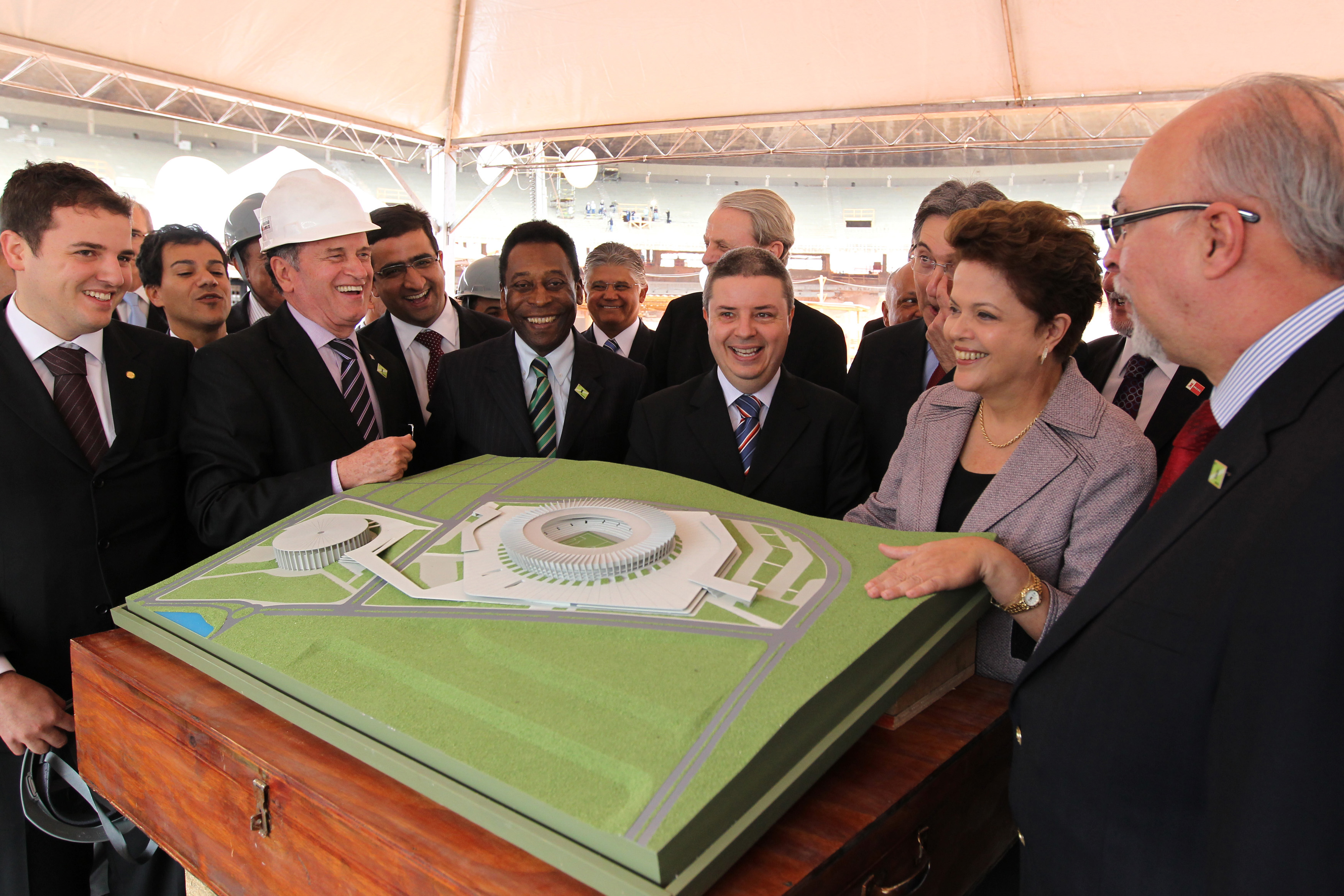
ديلما روسيف (2 من اليمين) بيليه (وسط) عقب يعمل في بيلو هوريزونتي

على الرغم من أن المنظمين قدروا التكاليف في الأصل  بمبلغ 1.1 مليار دولار أمريكي،  إلا انه تم إنفاق حسبما ذكر 3.6 مليار دولار في نهاية المطاف على أعمال الملاعب. خمسة من  المدن المضيفة المختارة لديها اماكن العلامات التجارية جديدة بنيت خصيصا لكأس العالم، في حين تم هدم وإعادة بناء الاستاذ الوطني ماني غاريتشا ( Estádio Nacional Mané ) في العاصمة برازيليا، في حين تم تجديد الستة الباقية على نطاق واسع. يذكر ان أستاذ دو ماراكانا    (Estádio do Maracanã ) في ريو دي جانيرو التي يحمل الرقم القياسي في الحضور لنهائيات كأس العالم لكرة القدم (199,854)، وهو من أكبر الملاعب وسوف يحمل المباراة النهائية. وكان الاتحاد البرازيلي قد اعتزم اصلا استضافة المباراة الافتتاحية في ملعب مورومبي في ساو باولو  ( São Paulo's Estádio do Morumbi) ولكن تم اسقاطها في عام 2010 وحل محله أرينا كورينثيانز(Arena Corinthians) بعد فشله في تقديم ضمانات مالية للتحسينات المطلوبة.
أول ملعب جديد كليا، كاستيلاو ( Castelão ) في فورتاليز ، بدأ تنفيذه في كانون الثاني / يناير 2013. تم استخدام ستة من الملاعب خلال عام 2013 في كأس القارات. ومع ذلك، فإن ستة ملاعب أخرى غابت عن الموعد النهائي الأصلي 31 كانون الأول / ديسمبر 2013 آخر موعد للأعمال المنجزة. وقد عرقل الانتهاء من الساحة الجديدة لأرينا كورينثيانز (Arena Corinthians) انهيار رافعة في تشرين الثاني / نوفمبر 2013 التي دمرت جزء من الملعب وقتلت اثنين من عمال البناء. أدى التقدم البطيء في موقع أرينادا بايكسادا (Arena da Baixada) في كوريتيبا إلى تهدد الفيفا بإسقاط الملعب كمكان لاستضافة المباريات في كانون الثاني / يناير 2014 إلا إذا تم إحراز تقدم كبير خلال الشهر القادم. بعد أن كان راضيا عن التقدم، الفيفا أكد أن كوريتيبا ستبقى مدينة مضيفة.
خلال الأشهر الثلاثة الأولى من عام 2014، نظمت الألعاب الأولى في ماناوس (أرينا دا الأمازون)، ناتال وبورتو أليغري. ومع ذلك، وبعد تفتيش جميع الأماكن في أيار / مايو 2014، أعرب اللأمين العام للفيفا فالكي عن قلقها إزاء جاهزية ناتال-بورتو أليغري وساو باولو، ولا تزال هنال حاجة إلى إجراء المزيد من الاختبارات. ورد نائب وزير الرياضة البرازيلي، لويس فرنانديز، قائلا «لا داعي للقلق».

### مشاريع البنية التحتية

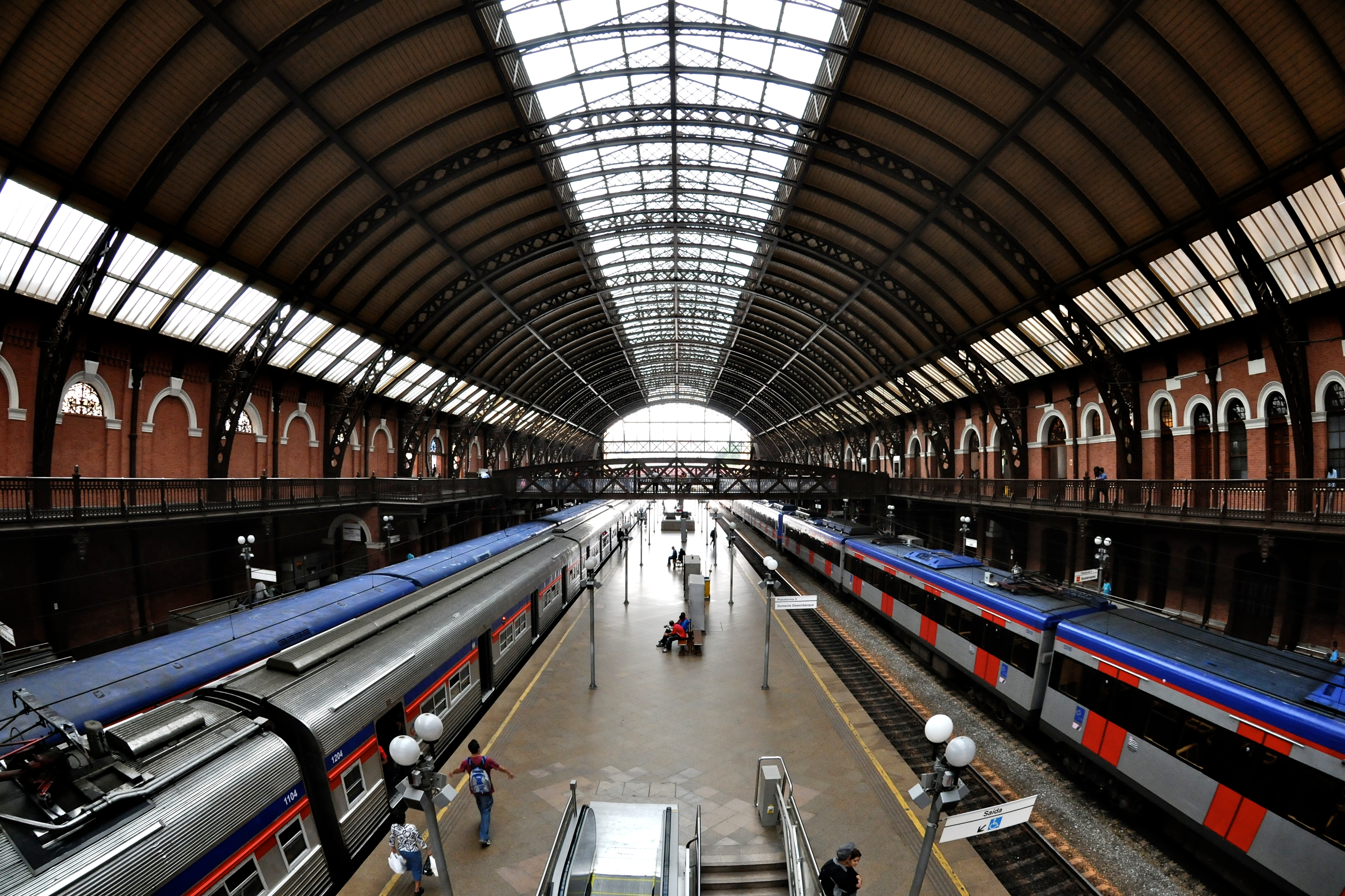
محطة لوز في وسط مدينة ساو باولو

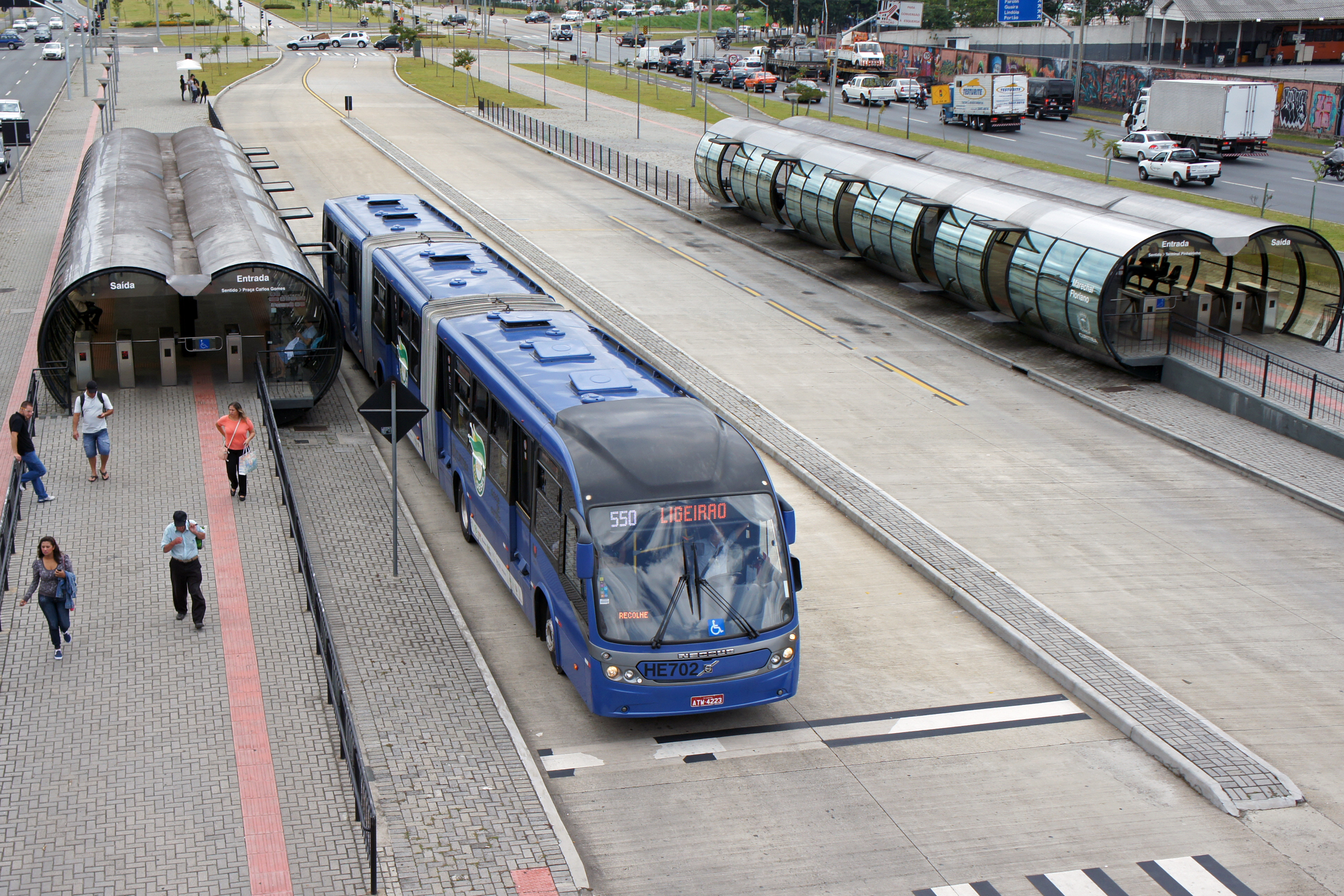
نظام حافلة النقل السريع في كوريتيبا

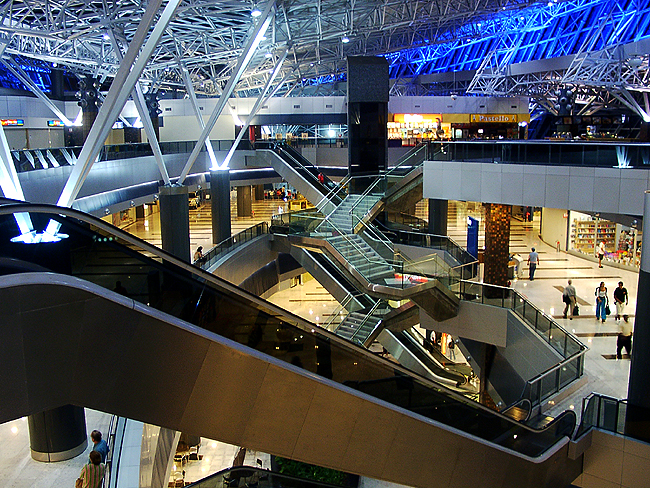
مطار ريسيفي الدولي

في كانون الثاني / يناير 2010 قدرت الحكومة الفيدرالية البرازيلية  أن تنظيم بطولة العالم سيتطلب استثمارا حكوميا بقيمة 11 مليار دولار من التمويل. كما أعلنت عن إعفاءات الضرائب على بناء وتجديد الملاعب التي ستستضيف كأس العالم 2014، وأن المدن المضيفة ستكون معفاة من ضريبة القيمة المضافة، كما أن جميع نفقات الفيفا في البرازيل أيضا معفاة من الضرائب.
الحكومة الاتحادية البرازيلية خصصت 3 مليارات ريال برازيلي (1.1 مليار جنيه استرليني/ 1.8مليار يورو) للاستثمار في الأعمال المتعلقة بكأس العالم 2014، وتعتزم إطلاق مجموعة من الأعمال بعنوان «كأس العالم PAC» (اختصار باللغة البرتغالية لبرنامج تسارع النمو). أعلنت البرازيل في آذار / مارس 2007 أنه سيكون هناك استثمار إضافي للجنة الاستشارية العامة يبلغ 526 مليار دولار خصصت للبنية التحتية التي تمتد من 2011 إلى 2014. وقد حددت اللجنة المنظمة للبطولات على أن المطارات في البرازيل «المشكلة الكبيرة». يقول الخبراء أن المطارات تحتاج إلى تجديد واسع النطاق والتوسع من أجل تيسير تدفق الأشخاص الذين يصلون من أجل كأس العالم FIFA 2014  من المتوقع أن يسافر بنحو 600 ألف شخص بالطائرة إلى البطولة، بالإضافة إلى ثلاثة ملايين الركاب الذين يستخدمون الطيران إلى السفر بين المباريات.
وقد تم وضع تشريع لتمكين شركة إنفريرو " Infraero " في المطار لتسريع أعمال المطارات. وتواجه حكومة البرازيل مشاكل تتعلق بدعم  التشريعات فيما يتعلق بالبنية التحتية ومع ذلك، فإن الابحاث التي أجرتها الحكومة البرازيلية في عام 2011 توقعت بأن من غير المرجح أن تكتمل  10 محطات من أصل 13 محطة في الوقت المناسب للبطولة. وذكرت الرئيسة البرازيلية ديلما روسيف أن الحكومة ستدخل «تدخل قوي» لضمان أن تكون المطارات جاهزة، بما في ذلك فتحها أمام استثمارات خاصة؛  تم إدارة مزاد لثلاث مطارات إلي القطاع الخاص في عام 2013 (كسب بقيمة 10.8 مليار دولار).
وتجري مشاريع البنية التحتية الرئيسية الأخرى في جميع أنحاء البلاد على أنظمة الطرق والسكك الحديدية الخفيفة وحافلة النقل السريع التي ستربط المطارات بمراكز المدينة والملاعب. ومن المتوقع أن يتطلب العمل أكثر من 4300 كيلومتر من الطرق السريعة.
ومن اجل استضافة العدد المتزايد من السياح في البلد، بنك التنمية البرازيلي (BNDES) وفرت ميزانية ملياري ريال برازيلي لتحديث شبكة الفنادق في البلد وزيادتها. في ريو دي جانيرو، تتوقع هذه التطورات أيضا تحسبا لتنظيم دورة الألعاب الأوليمبية الصيفية عام 2016.
وهناك العديد من الأعمال المخطط لها مثل أنظمة السكك الحديدية الجديدة في ماناوس وساو باولو ونظام مترو الانفاق في بيلو هوريزونتي، ومع ذلك، تم إلغاءها، في حين أن البعض الآخر لم يعد من المتوقع أن تنتهي قبل البطولة. هناك مشاريع أخرى قيد التنفيذ ولكن فقط في نطاق أقل. في مايو 2014 أفادت الأنباء بأن 36 مشروعا فقط من المشاريع الرئيسية البالغ عددها 93 مشروعا قد اكتملت. دافع الأمين العام للفيفا جيروم فالكي عن حالة التقدم، قائلا «كان واضحا من البداية أن جميع المشاريع لن تكون جاهزة... هذه المشاريع كانت جزء من خطة الحكومة التي تذهب أبعد بكثير من كأس العالم». تعهد الفيفا بإنفاق ما لا يقل عن مبلغ 20 مليون دولار على «المشاريع القديمة» في البرازيل عقب البطولة.
وقد اعتبرت الفشل في تسليم جميع المشاريع المخطط لها أصلا سببا لانتقادات من بعض البرازيليين ضد استثمارات حكومتهم في هذه البطولة ومعالجتهم للمشاريع. ووجد استطلاع للرأي أجرته داتافولها
 "Datafolha"  قبل شهرين من بدء البطولة وجد أن 48% فقط من المستطلعين في البرازيل دعموا هذا الحدث، وهو انخفاض عن نسبة الموافقة البالغة 79% التي اعطيت في عام 2008. وقال 55% من المستطلعين أن هذا الحدث من شأنه جلب المزيد من الضرر بدلا من الخير البرازيليين. اعترف رئيس الفيفا سيب بلاتر «البرازيليين يشعرون بالاستياء لأنهم وعدت كثيرا».
وانتقد اللاعب البرازيلي السابق روماريو ( Romário )، وهو الآن شخصية سياسية، تعامل بلاده مع هذه الاستعدادات لكنه قال إن «متطلبتات الفيفا كانت مفرطة». وذكر اللاعب البرازيلي السابق رونالدو             (Ronaldo)  انه يشعر «بالحرج» حول حالة البنية التحتية للبلاد وكيف «وعدت سلسة من الاستثمارات التي لن يتم تسليمها.. وسيتم تسليم 30% فقط».
مجموعة من الاقتصاديين الألمان يعتقدون أنه من الفخامة الاقتصادية استضافة حدث رياضي بهذا الحجم في الدول الصناعية الجديدة مثل البرازيل أو روسيا. وهم يقترحون اثنين من التدابير على الأقل لجعل مثل هذه الأحداث مستدامة: أولا، بناء أقل. وثانيا، يجب على الجمعيات المنظمة المشاركة في تمويل الملاعب الرياضية. الملاعب الكبيرة والشوارع لن تستخدم بعد الحدث كثيرا. ويترتب على ذلك أثر كارثي بوجه خاص إذا كانت علاقة الاستثمارات مقارنة مع الأصول المنخفضة في البرازيل، وأن الحدث هذا يستنزف أكثر من مجموع الأموال التي تنفق. ونتيجة لذلك، يخشون أن الألعاب الأولمبية وبطولة العالم لكرة القدم لن تستضيف إلا في البلدان التي لديها أنظمة استبدادية.

### التدابير الأمنية

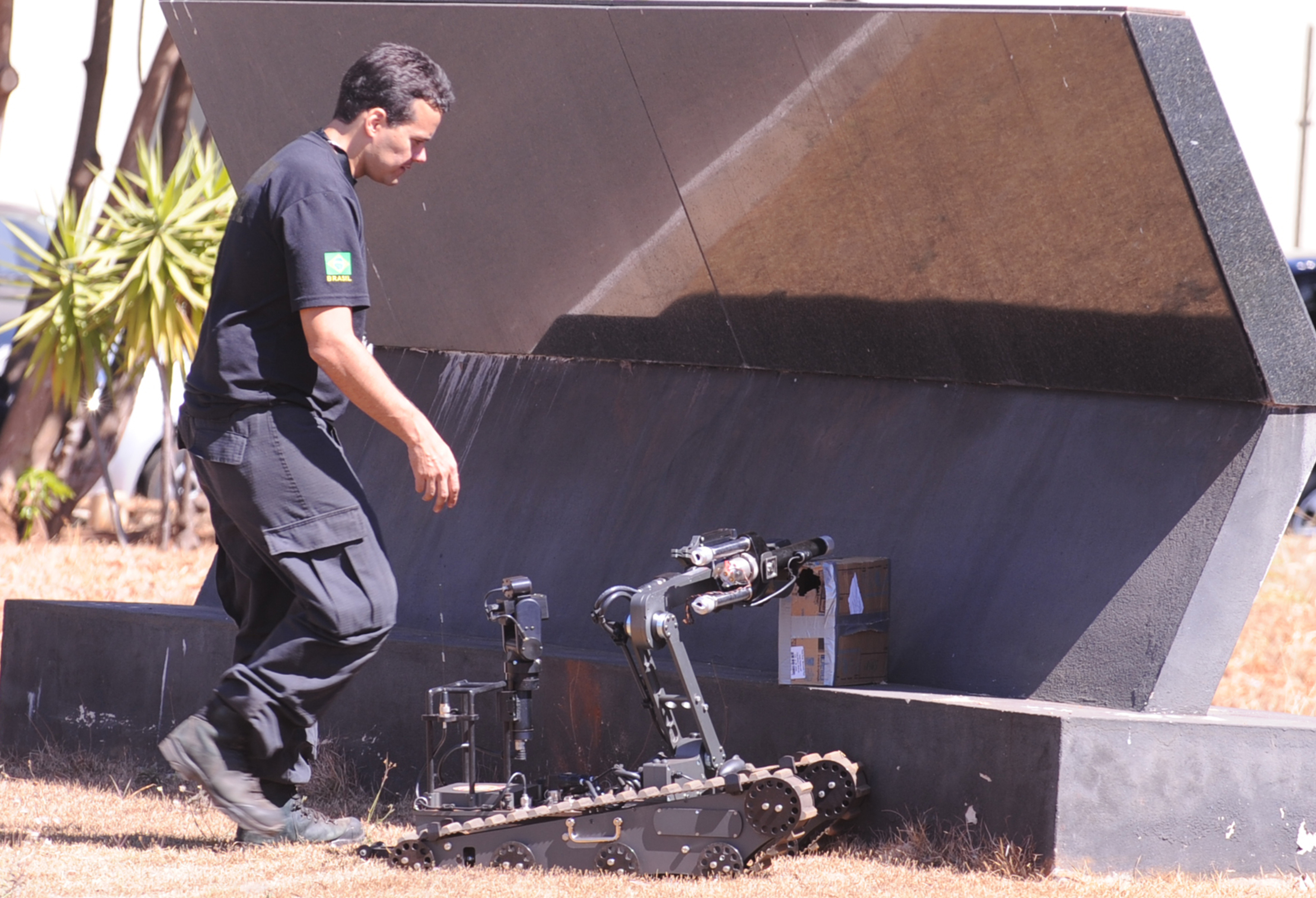
الشرطة البرازيلية اختبار مضادقنبلة الروبوت

وتعهدت الحكومة البرازيلية باستثمار 900 مليون دولار في قوات الأمن، وأن البطولة ستكون «واحدة من أكثر الأحداث الرياضية حماية في التاريخ». ويعتزم أن يكون ضابط شرطي واحد لكل 50 شخصا يحضرون المباريات، واحد لكل 80 شخصا في المناسبات العامة في جميع أنحاء البلاد.
وقد تم بالفعل الاستثمار في التدابير الأمنية مثل أنظمة التعرف على الوجه والروبوتات الأمنية غير المأهولة. وقد وضعت خطة أمنية متكاملة تسعى إلى الحصول على معلومات من مصادر عن الإرهابيين المحتملين، والمشاغبين ومثيري الشغب. وسيضمن إجمالي  150 ألف من أفراد الأمن العام والجيش حماية كأس العالم، جنبا إلى جنب مع 20 ألف من أفراد الأمن الخاص.
وقد تزايدت المخاوف الأمنية للبطولة منذ الاحتجاجات ذات النطاق الواسع خلال تنظيم البرازيل لكأس القارات 2013 مع الاضطرابات التي تحدث أيضا خارج الملاعب. وأشار المتظاهرون إلى كمية الأموال العامة التي أنفقت من قبل الحكومة البرازيلية في استضافة كأس العالم على حساب الخدمات الاجتماعية لسكانها كخطأ رئيسي.

### التكلفة البشرية
في حين تقدر التكلفة المتوقعة للحكومة حاليا بنحو 14 مليار دولار للمرحلة والاستعداد لكأس العالم بطرق عديدة، هناك العديد من التكاليف الأخرى للتفكير عند الاقتراب من مثل هذا الموضوع الثقيل الذي يحمل كأس العالم 2014. لإنتاج حدث من هذا الحجم يجب تقديم العديد من  التضحيات عند تحديد مكان وكيفية إنشاء هذه الأمكان التي سوف تكون في نهاية المطاف على مسرح العالم.
وبغية ايجاد مساحة لهذه الاحداث، يتعين اتخاذ خيارات معينة، فيما يتعلق بأماكن وجود الهياكل الأساسية من أجل دعم الاستاذ نفسه. لذا كان يجب تقديم بعض التنازلات من أجل وضع هذه الأماكن بشكل فعال حيث كان كل من فيفا والحكومة يشعرون بأن المكان الأكثر فعالية بالنسبة لهم. وبسبب هذا القرار في شهر مايو من عام 2014 في برازيليا, اشتبك المتظاهرون البرازيليون الأصل مع الشرطة على ظهور الخيل خلال احتجاجهم على كأس العالم والتي انتهت باطلاق رصاصة على أحد رجال الشرطة بعيار ناري في الساق، وردا على ذلك أطلقت الشرطة الغاز المسيل للدموع على الحشد وتفرق المحتجون.
وفي مثل منفصل ولكن مماثل، طردت الشرطة السكان الأصليين من بين 10 إلى 20 أعراق مختلفة بجوار ملعب ماراكانا في ريو دي جانيرو من أجل التحضير ل«الحدث الضخم» القادم. وكان هؤلاء السكان يعيشون بشكل غير رسمي في المتحف الهندي البرازيلي المهجور في قلب مدينة ريو، ومع ذلك فإنه قد أصبح حقيقة معروفة وفي الوقت التي سبقت عملية الإخلاء يسمح للسكان بالإقامة في موقع بسلام. ومع ذلك، عندما أعلن الحدث كان إخلاء الشرطة عنيفا ومفاجئا. في وقت لاحق تم اكتشاف أن هذه الإخلاء نفذت من أجل توفير مساحة لمرآب جديد للسيارات لللاستاذ.
في العقد الماضي قتل أكثر من 500 من السكان الأصلية  كردت فعل من زيادة نشاط السكان الاصلين وزيادة الدعوة إلى حقوق هؤلاء السكان. بالطبع ليس كل هذه الوفيات نتيجة مباشرة لكأس العالم على وجه التحديد، ولكن كانت هناك زيادة في العنف بين الشرطة وهؤلاء السكان، مما زاد من التوترات بين هذين المجموعتين من السكان وتشجيع العنف.
وقد ظهرت العديد من القضايا الأخرى التي تشمل السكان الأصليين نتيجة لكأس العالم بما في ذلك القضايا بين مزارعين الطاقة والسكان الأصليين على السيطرة على الممرات المائية المحددة في منطقة الأمازون. ويتعرض العديد من هذه المجاري المائية لضرر من اجل توليد الطاقة لهذه الأحداث، التي تقترب من هذه الممرات المائية الحيوية لهؤلاء السكان. ونتيجة لذلك فقد بدأت العديد من القبائل الاحتجاجات بما في ذلك الاستيلاء على المزارع والبناء من أجل وقف البناء، ولكن هذا فقط ما دفع العديد من الاشتباكات العنيفة الأخرى بين هذه القبائل والشرطة والمزارعين على حد سواء في محاولة لحماية سبل معيشتهم.

## استثمارات الفيفا
الفيفا توقعت بأنها سوف تنفق ملياري دولار على تنظيم نهائيات كأس العالم 2014.

## الإحصاءات
| المستضيف                       | التكلفة العامة بالدولار الأمريكي |
| ------------------------------ | -------------------------------- |
| البرازيل (2014)                | $14 billion                      |
| ألمانيا (2006)                 | $6 billion                       |
| كوريا الجنوبية واليابان (2002) | $5 billion                       |
| إيطاليا (1990)                 | $5 billion                       |
| جنوب افريقيا (2010)            | $4 billion                       |
| فرنسا (1998)                   | $340 million                     |